# 青竹立交站
青竹立交站位於中华人民共和国广西壮族自治区南宁市青秀区竹溪大道地下，是南宁轨道交通3号线的地铁车站，该站于2019年6月6日开通运营。